# Wes Anderson
Wesley Wales (Wes) Anderson (Houston (Texas), 1 mei 1969) is een Amerikaans regisseur en scenarioschrijver van films en commercials. Hij studeerde filosofie aan de Universiteit van Texas. Hij heeft veel samengewerkt met Owen Wilson, die hij ontmoette tijdens een toneelschrijfcursus aan de universiteit. Hij heeft meer dan dertig belangrijke filmprijzen gewonnen en drie Oscar-nominaties in de wacht gesleept.

## Filmografie
- Bottle Rocket (korte film) (1994)
- Bottle Rocket (1996)
- Rushmore (1998)
- The Royal Tenenbaums (2001)
- The Life Aquatic with Steve Zissou (2004)
- Hotel Chevalier (korte film) (2007)
- The Darjeeling Limited (2007)
- Fantastic Mr. Fox (2009)
- Moonrise Kingdom (2012)
- Castello Cavalcanti (korte film) (2013)
- The Grand Budapest Hotel (2014)
- Isle of Dogs (2018)
- The French Dispatch (2021)
- Asteroid City (2023)
- The Wonderful Story of Henry Sugar (korte film) (2023)
- The Phoenician Scheme (2025)

## Thema's
In de films van Wes Anderson is een aantal terugkerende thema's:

### Problematische familieverhoudingen
- de problemen tussen Bob en Future-man in Bottle Rocket,
- de problemen tussen Herman Blume en zijn zoons Ronny en Donny in Rushmore
- de problemen tussen alle leden van de Tenenbaumfamilie in The Royal Tenenbaums,
- de moeizame vader-zoonrelatie tussen Steve Zissou en Ned Plimpton in The Life Aquatic with Steve Zissou
- de problemen tussen de Whitmanbroers onderling en de Whitmanbroers en hun moeder in The Darjeeling Limited
- de problemen tussen Ash Fox en zijn vader Mr. Fox en tussen Ash Fox en Kristofferson Silverfox in Fantastic Mr. Fox
- de problemen binnen de Bishop-familie in Moonrise Kingdom

### Mislukking
- Dignans mislukte pogingen een groot crimineel te worden in Bottle Rocket
- Max' mislukte pogingen om de lerares Rosemary Cross te versieren in Rushmore
- Eli Cash' mislukking als schrijver, en de mislukte poging van Royal Tenenbaum zijn vrouw Etheline terug te winnen in The Royal Tenenbaums
- de mislukking van Steve Zissous film 'the Jaguar Shark' (na zijn grote succes) en de min of meer mislukte toenaderingspogingen tussen Steve en Ned in The Life Aquatic with Steve Zissou
- de mislukking van Francis' zorgvuldig geplande spirituele reis door India in The Darjeeling Limited
- de mislukking van Mr. Fox's pogingen zijn familie te beschermen in Fantastic Mr. Fox
- de mislukte poging van Sam en Suzy om te vluchten en een nieuw leven te beginnen in Moonrise Kingdom

### Existentiële leegte
Wes Anderson zelf zei in een interview met Charlie Rose: "All the movies that I've made aren't entirely comedies, they're comedies and they're dramas, and I'm sure they are about emptiness." (Alle films die ik heb gemaakt zijn niet volledig komedies, het zijn komedies en drama's en ik ben er zeker van dat ze over leegheid gaan)

### Onmogelijke liefde
- tussen Anthony en Inez in Bottle Rocket
- tussen Max Fischer en Rosemary Cross in Rushmore
- tussen Margot en Richie Tenenbaum in The Royal Tenenbaums
- tussen Sam Shakusky en Suzy Bishop in Moonrise Kingdom
- tussen Zero en Agatha in The Grand Budapest Hotel
- tussen Moses Rosenthaler en Simone in The French Dispatch

### Verlies van dierbaren
- Edward Appleby (man van Rosemary Cross) en Max' moeder in Rushmore
- Rachel, de vrouw van Chas Tenenbaum in The Royal Tenenbaums
- Ned Plimptons moeder in The Life Aquatic with Steve Zissou
- Vader Whitman in The Darjeeling Limited
- Sam's ouders in Moonrise Kingdom
- Agatha in The Grand Budapest Hotel

### Zelfmoord
- Richie Tenenbaum in The Royal Tenenbaums
- De moeder van Ned Plimpton in The Life Aquatic with Steve Zissou
- Francis Whitman in The Darjeeling Limited

## Samenwerking
Op Hotel Chevalier na heeft Wes Anderson al zijn films in samenwerking met anderen geschreven. In een interview zei hij daarover "writing on my own is not fun for me" (In mijn eentje schrijven vind ik niet leuk). Zo schreef hij de beide versies van Bottle Rocket, Rushmore en The Royal Tenenbaums samen met zijn studievriend, acteur Owen Wilson. The Life Aquatic with Steve Zissou schreef hij samen met regisseur Noah Baumbach. The Darjeeling Limited schreef hij samen met Roman Coppola en Jason Schwartzman. Andersons film Fantastic Mr. Fox is gebaseerd op het gelijknamige boek van Roald Dahl, hij heeft het script voor deze film in samenwerking met Noah Baumbach geschreven.
Wes Anderson werkt vaak samen met dezelfde acteurs en dezelfde crew. Acteurs die vaak een hoofdrol spelen in de films van Wes Anderson zijn Adrien Brody, Anjelica Huston, Bill Murray, Edward Norton, Jason Schwartzman, Luke Wilson en Owen Wilson.
Acteurs die vaak terugkomen in bijrollen zijn F. Murray Abraham, Mathieu Amalric, Bob Balaban, Seymour Cassel, Bryan Cranston, Willem Dafoe, Rupert Friend, Jeff Goldblum, Scarlett Johansson, Harvey Keitel, Frances McDormand, Kumar Pallana, Steve Park, Larry Pine, Tony Revolori, Liev Schreiber, Fisher Stevens, Tilda Swinton en Jeffrey Wright.
Eric Chase Anderson heeft tevens veel illustraties die opduiken in de films ontworpen. Zo maakte hij de schilderingen die in The Royal Tenenbaums aan Richie Tenenbaum worden toegeschreven. Hij ontwierp de illustraties op de koffers van de Whitman broers in The Darjeeling Limited en maakte de schilderijtjes die Jack Whitman in zijn Parijse hotelkamer heeft hangen in Hotel Chevalier. Ook ontwierp hij de dvd-hoesjes voor de dvd's Rushmore, The Royal Tenenbaums en The Life Aquatic with Steve Zissou in de Criterion Collection.
Robert Yeoman heeft aan alle films van Wes Anderson meegewerkt als beeldregisseur.
De Production Designers waarmee Anderson heeft samengewerkt zijn Mark Friedberg en David Wasco.
De originele muziek in de eerste vier films van Anderson is gecomponeerd door Mark Mothersbaugh. In Fantastic Mr. Fox nam componist Alexandre Desplat echter het stokje over.